# Kopparbergslagens och Näsgårds läns domsaga
Kopparbergslagens och Näsgårds läns domsaga var en domsaga i Kopparbergs län. Den bildades 1780 som utbrytning ur Österdalarnas domsaga med namnet Kopparbergslagens domsaga och delades den 26 januari 1858 upp i Falu domsaga och Hedemora domsaga.
1799 fick domsagan efter att utökats med tingslag från Västerdalarnas domsaga namnet Kopparbergslagen och Näsgårds län.
Domsagan lydde under Svea hovrätts domkrets. Som mest låg sju tingslag under domsagan.

## Tingslag
- Folkare tingslag; från 1799
- Hedemora tingslag; från 1799
- Säters tingslag; från 1799
- Husby tingslag; från 1799
- Kopparbergs och Aspeboda tingslag
- Stora Skedvi tingslag
- Svärdsjö tingslag
- Vika tingslag
- Sundborns tingslag
- Torsångs tingslag

## Häradshövdingar
- 1780–1799 Olof Fallsten
- 1800–1809 Magnus Ullholm
- 1810–1858 Nils Callerholm